# Sphaerirostris serpenticola
Sphaerirostris serpenticola är en hakmaskart som först beskrevs av Otto Friedrich Bernhard von Linstow 1908.  Sphaerirostris serpenticola ingår i släktet Sphaerirostris och familjen Centrorhynchidae. Inga underarter finns listade i Catalogue of Life.